# Palu' Tremole
Palu' Tremole este o arie protejată (arie specială de conservare — SAC, sit de importanță comunitară — SCI) din Italia întinsă pe o suprafață de 4 ha, integral pe uscat.

## Localizare
Centrul sitului Palu' Tremole este situat la coordonatele 46°28′46″N 11°04′32″E / 46.479444°N 11.075556°E.

## Înființare
Situl Palu' Tremole a fost declarat sit de importanță comunitară în iunie 1995 pentru a proteja 14 specii de animale. Situl a fost protejat și ca arie specială de conservare în martie 2014.

## Biodiversitate
Situată în ecoregiunea alpină, aria protejată conține 6 habitate naturale: Pajiști cu Molinia pe soluri calcaroase, turboase sau argilos-nămoloase (Molinion caeruleae), Lacuri și iazuri distrofice naturale, Mlaștini turboase de tranziție și turbării mișcătoare, Păduri acidofile de Picea de la nivel montan la nivel alpin (Vaccinio-Piceetea), Mlaștini împădurite, Turbării active.
La baza desemnării sitului se află mai multe specii protejate de  păsări (14): minunița (Aegolius funereus), ciocănitoare neagră (Dryocopus martius), măcăleandru (Erithacus rubecula), cinteză (Fringilla coelebs), ciuvică (Glaucidium passerinum), forfecuță gălbuie (Loxia curvirostra), Lyrurus tetrix tetrix, alunar (Nucifraga caryocatactes), pițigoi de brădet (Periparus ater), pitulice de munte (Phylloscopus collybita), aușel cu cap galben (Regulus regulus),  cocoș de munte (Tetrao urogallus), pănțărușul (Troglodytes troglodytes), sturz-cântător (Turdus philomelos)
Pe lângă speciile protejate, pe teritoriul sitului au mai fost identificate 7 specii de plante, 2 specii de amfibieni, 8 specii de mamifere, 2 specii de nevertebrate, 2 specii de reptile.